# Pseudobrickellia
Pseudobrickellia är ett släkte av korgblommiga växter. Pseudobrickellia ingår i familjen korgblommiga växter.
Kladogram enligt Catalogue of Life:
| Pseudobrickellia | \| \| Pseudobrickellia angustissima \| \| \| \| \| \| Pseudobrickellia brasiliensis \| \| \| \| \| \| Pseudobrickellia irwinii \| \| \| \| |
|                  | \| \| Pseudobrickellia angustissima \| \| \| \| \| \| Pseudobrickellia brasiliensis \| \| \| \| \| \| Pseudobrickellia irwinii \| \| \| \| |
|                  | Pseudobrickellia angustissima |
|                  | |
|                  | Pseudobrickellia brasiliensis |
|                  | |
|                  | Pseudobrickellia irwinii |
|                  | |

## Bildgalleri

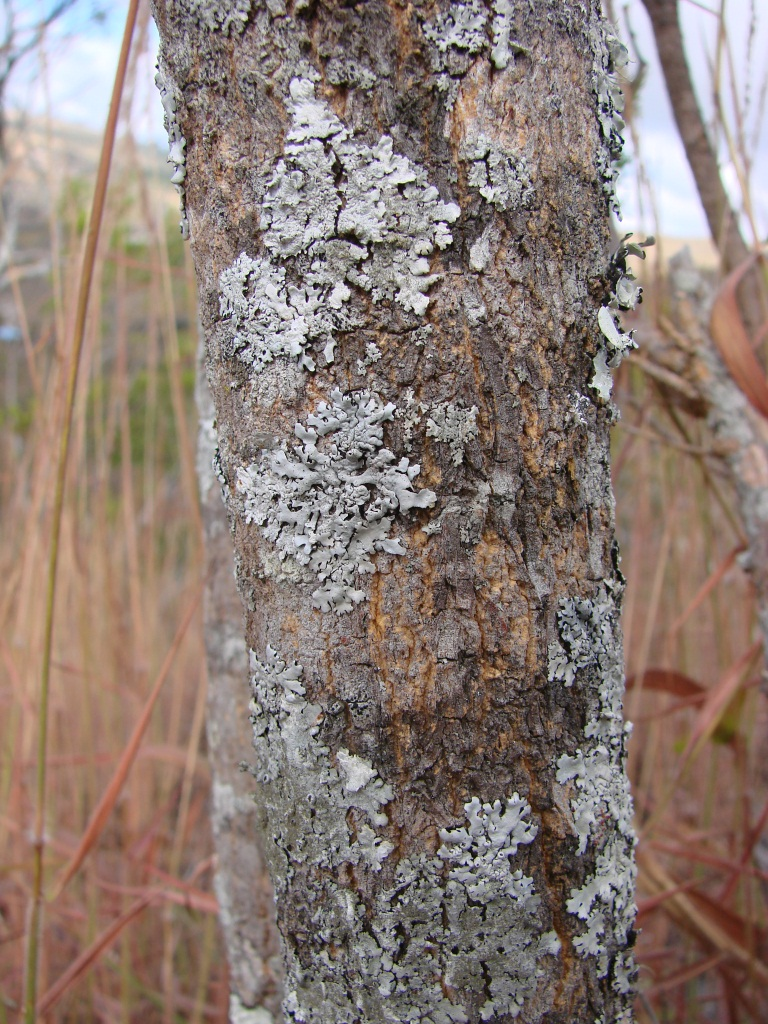
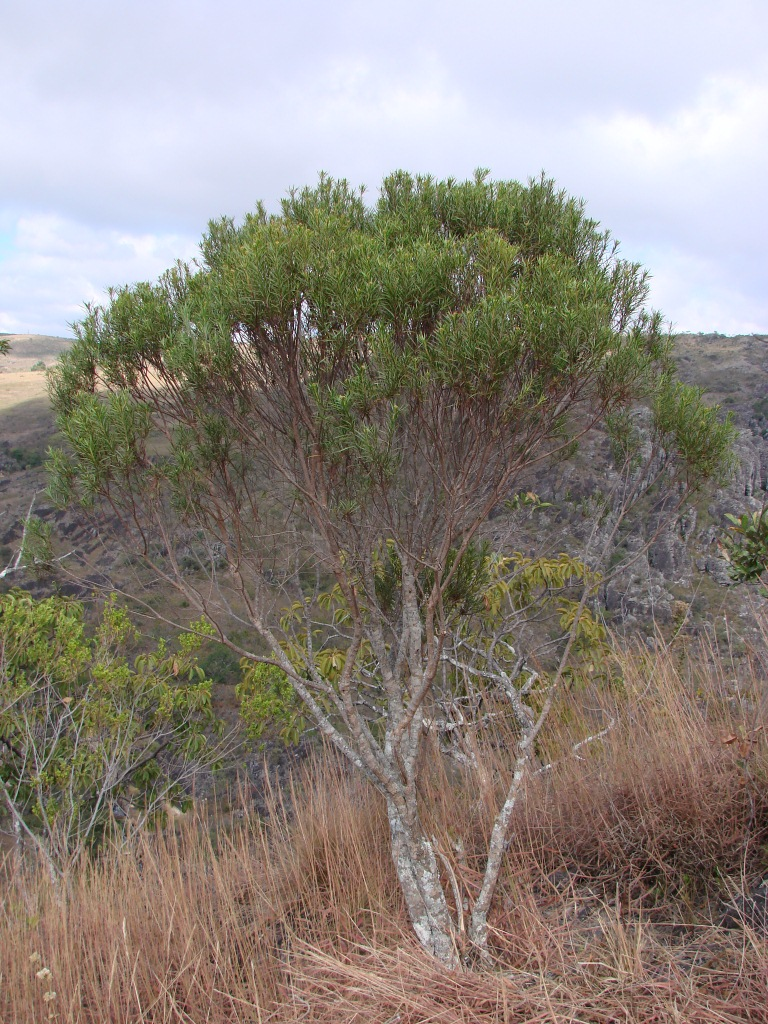
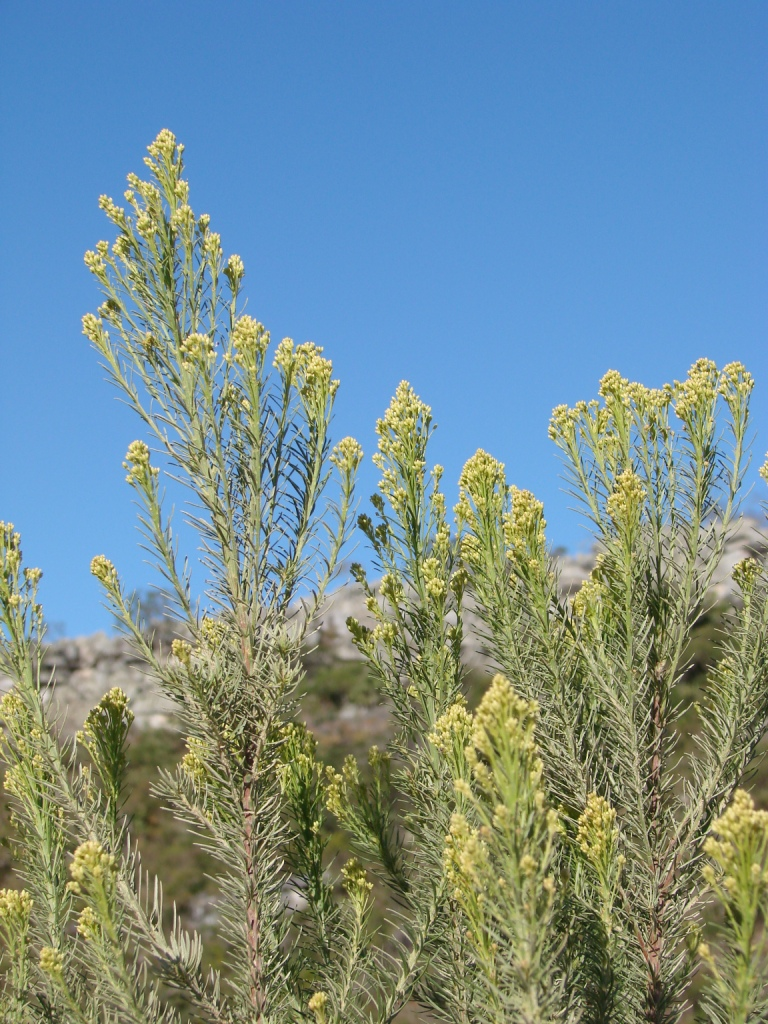
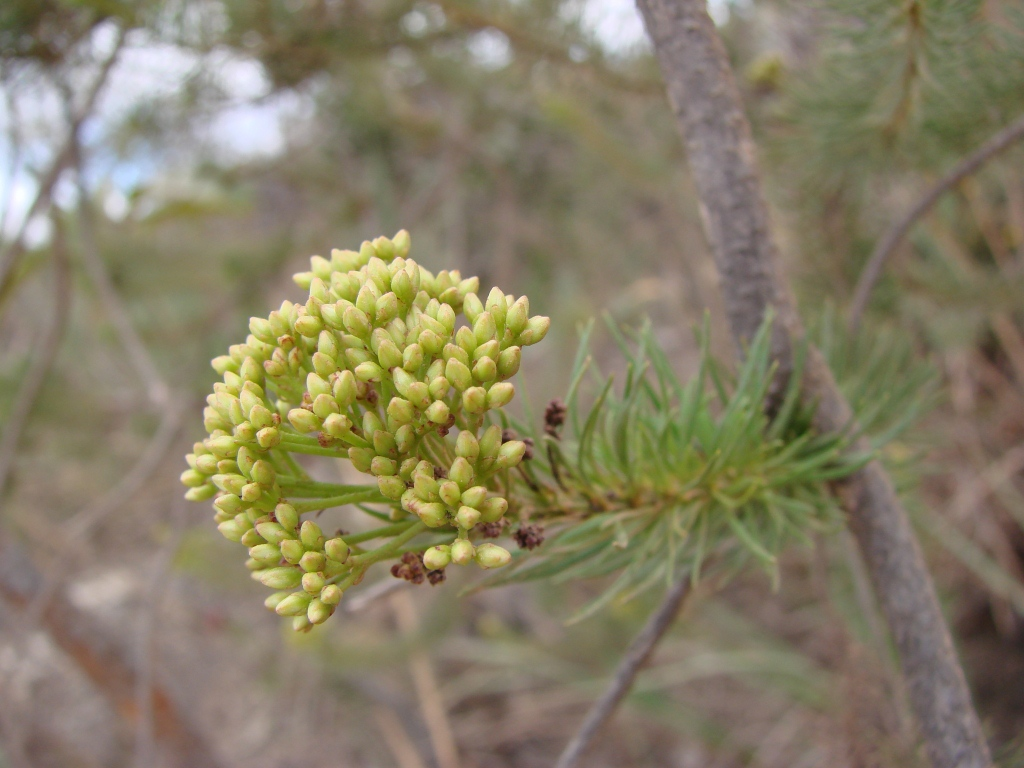
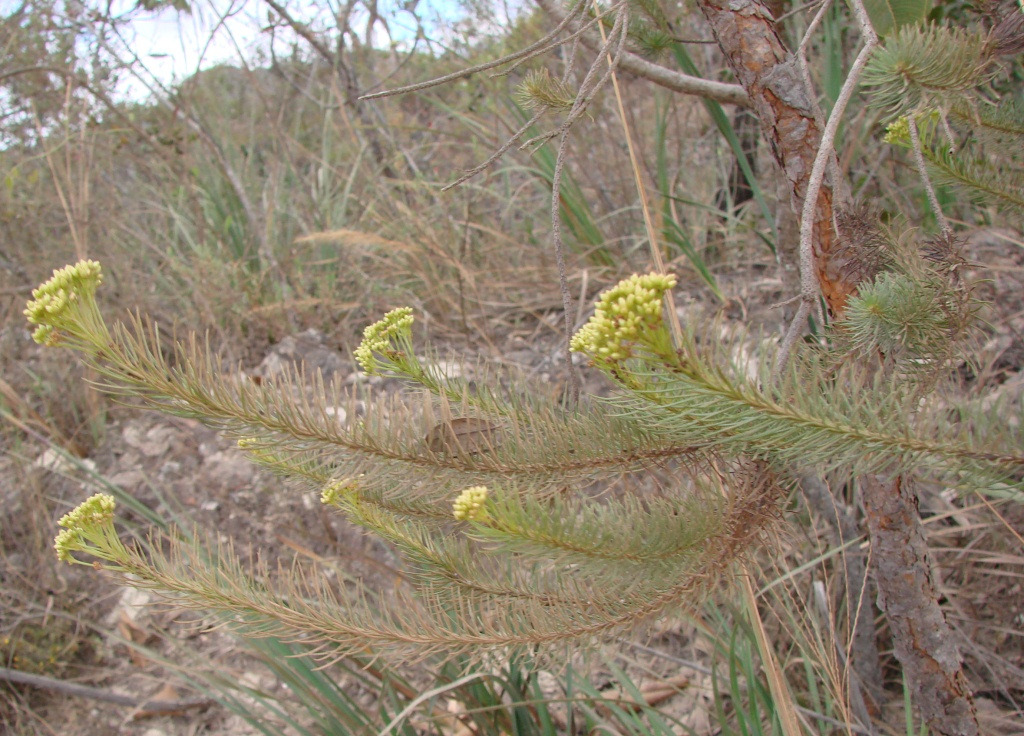
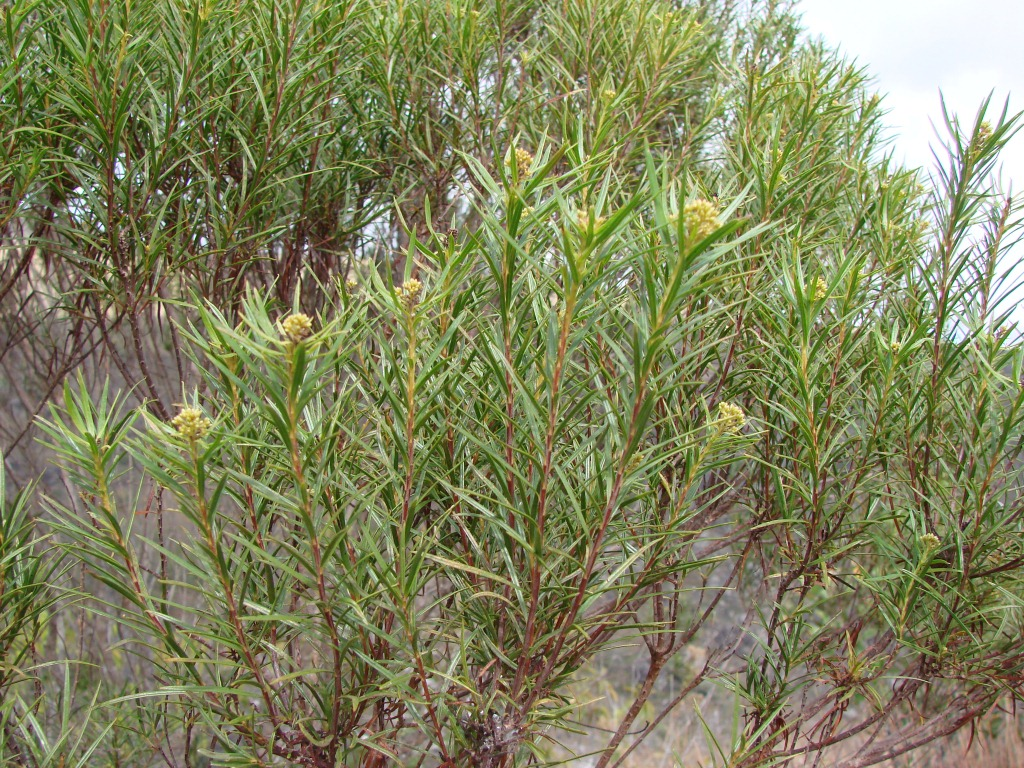